# Jardín micológico La Trufa
El Jardín Micológico La Trufa también conocido como Centro Andaluz de Micología La Trufa, es un jardín botánico y zona expositiva para la interpretación y el conocimiento, de una de las riquezas del patrimonio natural de Priego de Córdoba, la trufa de verano (Tuber aestivum) y el universo vegetal que la rodea.
Este jardín nos muestra que Andalucía es una región europea muy rica y con una gran diversidad en especies de hongos, y que estos son indispensables para el funcionamiento del monte mediterráneo. Este jardín botánico de carácter autonómico, depende administrativamente de la comunidad autónoma de Andalucía, España.

## Localización
El Jardín Micológico La Trufa se encuentra ubicado entre las aldeas de Zagrilla Baja y Zagrilla Alta de Priego de Córdoba, en  el Parque Natural Sierras Subbéticas, y debe su nombre a un hongo frecuente en la zona: la trufa de verano (Tuber aestivum),  una especie parecida a la trufa negra (Tuber melanosporum), pero adaptada a una mayor temperatura y menos precipitaciones.
Priego de Córdoba, Carretera CO-8211 de Zagrilla, Zagrilla, km. 7,25, 14816
Planos y vistas satelitales.37°24′32″N 4°28′40″O / 37.40889, -4.47778
La visita es gratuita.

## Historia
El espacio expositivo Jardín Micológico, fue creado según el "Plan de Conservación y Uso Sostenible de las Setas y Trufas de Andalucía" (Plan CUSSTA) por parte de la Consejería de Medio Ambiente y Ordenación del Territorio en colaboración con el "Ayuntamiento de Priego de Córdoba", está integrado en la « Red Andaluza de Jardines Botánicos » y Micológico en Espacios Naturales con los objetivos de promover el conocimiento de la micología, fomentar la actividad micológica sostenible, así como a contribuir a la conservación del recurso micológico y las especies de hongos amenazados de Andalucía.
Este espacio, dentro del Parque Natural Sierras Subbéticas, está declarado como Geoparque Mundial de la UNESCO y cuenta con el reconocimiento de Zona especial de conservación de la Red Natura 2000 (ZEC) y Zona de especial protección para las aves (ZEPA).

## Colecciones vegetales

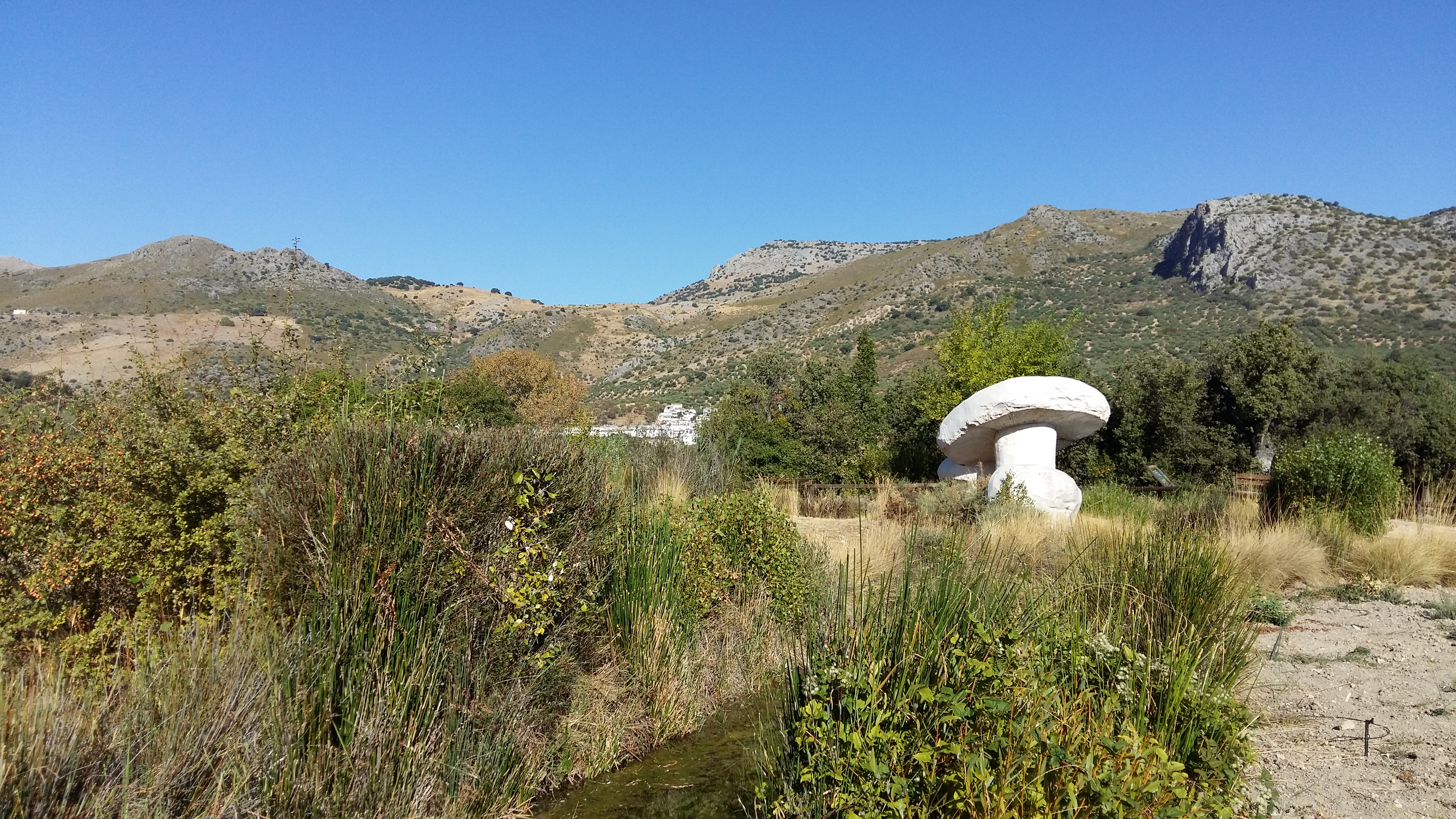
Zona de cultivo de diferentes hongos.

Las instalaciones del Jardín Micológico están divididas en ocho zonas donde se han recreado los ecosistemas más representativos de Andalucía como: 
- Pinar,
- Alcornocal,
- Encinar
- Quejigal,
- Pastizal,
- Bosque de ribera,
- Pinsapar[2][5]

La visita al jardín se apoya con un recorrido por la zona de exposiciones con dos salas de interpretación y una galería, en las que se dan a conocer el desarrollo vital de los hongos, su importancia en el equilibrio de los ecosistemas, y las relaciones entre los hongos y las personas.

## Centro Andaluz de Micología
Este edificio alberga también el "Centro Andaluz de Micología", compuesto de dos módulos de trabajo:
- El módulo de producción de hongos que alberga el laboratorio de micorrización y producción.
- El módulo técnico en el que se encuentra una completa biblioteca micólogica, fungiario y zonas de trabajo técnico-micológico.

Las instalaciones se completan con una sala de audiovisuales para 150 personas y un taller de educación y formación micológica en el que se desarrollan actividades formativas y de educación ambiental para todas las edades.